# Nahariya
Nahariya ([naha'rija] en hebreo: נהריה, en árabe: نهاريا) es la ciudad costera más septentrional de Israel, situada en el Distrito Norte. Se encuentra ubicada en la costa del mar Mediterráneo, 10 km al norte de Acre y 10 km al sur de la frontera con Líbano. Su población para el año 2022 era de 63 947 habitantes.

## Toponimia
Nahariya toma su nombre del arroyo del río Ga'aton (río es נהר nahar en hebreo), que la divide en dos.

## Historia

### Edad del Bronce
Las ruinas de una ciudadela de la Edad del Bronce de 3400 años de antigüedad fueron encontradas en la ciudad costera de Nahariya, cerca de la playa en la calle Balfour, en un sitio conocido por los arqueólogos como Khirbet Kabarsa. La ciudadela era un centro administrativo al servicio de los marineros que navegaban por la costa mediterránea. Hay evidencia de relaciones comerciales y culturales con Chipre y el resto de la región mediterránea. La fortaleza fue destruida cuatro veces por incendios y reconstruida cada vez.

### Período bizantino
En la década de 1970 se excavó una iglesia del período bizantino, dedicada a San Lázaro. Fue destruido por un incendio, probablemente en el momento de la invasión persa en 614.

### Mandato Británico
En 1934, una sociedad limitada por acciones y dirigida por el agrónomo Dr. Selig Eugen Soskin (1873-1959), el ingeniero civil Joseph Loewy (1885-1949), el experto financiero Heinrich Cohn (1895–1976) y el ingeniero Simon Reich (1883–1941) comenzaron a trabajar para fundar Nahariya como una aldea agrícola. La empresa adquirió un terreno mediante la compra a la familia terrateniente árabe Toueini. Después de mejorarlas y parcelarlas, las parcelas se ofrecieron a nuevos inmigrantes judíos alemanes que habían escapado de la persecución nazi. Los primeros residentes, dos parejas de inmigrantes alemanes, se establecieron permanentemente en Nahariya el 10 de febrero de 1935, fecha que ahora se considera la fecha oficial de fundación de Nahariya. Durante el mismo año cada pareja tuvo un hijo, los primeros nacidos en Nahariya. A finales de 1935, unos cuarenta pioneros se habían establecido en Nahariya. El asentamiento continuó en 1936 y ese año nacieron allí cuatro niños más. Si bien los primeros inmigrantes vivían en chozas, el asentamiento se desarrolló rápidamente a medida que se construyeron casas y se plantaron árboles y jardines. Los residentes también se dedicaron a criar pollos.
Después de una acumulación de problemas económicos y climáticos, los residentes pronto se dieron cuenta de que la agricultura no era práctica y optaron por centrarse en el turismo y la industria alimentaria. Nahariya se convirtió en una ciudad turística de estilo europeo, aprovechando el entorno natural y las playas, y se abrieron nuevas posadas. También se establecieron dos destacados fabricantes de alimentos: la empresa Strauss fue fundada como una lechería comercial por inmigrantes alemanes en Nahariya, y la familia Soglowek, que se instaló en Nahariya en 1937, abrió una destacada carnicería y desarrolló la "salchicha de Nahariya".

### Estado de Israel
En 1948, año de la formación de Israel, Nahariya tenía una población de 1700 habitantes. Se convirtió en una ciudad en desarrollo en la década de 1950 después de que se integrara una maabará establecida en las cercanías. Por tanto, la ciudad se convirtió en el hogar de muchos refugiados judíos del norte de África, Oriente Medio y Europa. Tenía una población de 9800 habitantes en 1955, la cual aumentó a 23 800 en 1972. Durante la década de 1990, la ciudad absorbió un número significativo de inmigrantes de la ex Unión Soviética y Etiopía. A finales de la década de 1990 y principios de la de 2000, Nahariya experimentó un auge en la construcción.
Debido a su ubicación geográfica, a 9,6 km de la costa de la frontera de Israel con el Líbano, Nahariya había sido un objetivo frecuente de ataques terroristas transfronterizos por parte de militantes palestinos, ataques de mortero y lanzamiento de cohetes Katiusha durante la década de 1970. Los más notables fueron el ataque de 1974 y el ataque de Nahariya de 1979.

#### Durante las guerras israelíes
Durante la Guerra del Líbano de 2006, entre julio y agosto, Nahariya sufrió un bombardeo de varios cientos de cohetes Katiusha lanzados por Hezbolá desde el sur del Líbano. Como resultado, la ciudad sufrió múltiples bajas civiles y 5 muertes. También se infligieron daños importantes a propiedades e infraestructura física. La economía de Nahariya sufrió un duro golpe, ya que dos tercios de la población de la ciudad tuvo que evacuar y el resto pasó semanas en refugios antiaéreos.
Durante la guerra de Gaza y la guerra libanesa-israelí, hubo cuatro alertas de sirena en toda la ciudad.

## Demografía
De acuerdo con la Oficina Central de Estadísticas de Israel, en el año 2022 Nahariya contaba con una población total de 63 947 habitantes, de los cuales el 81,2% eran judíos, el 2,4% árabes y el restante 16,4% correspondía a otras etnias.
Tras la retirada de Israel del Líbano en 2000, muchos ex soldados y oficiales del ejército del sur del Líbano que huyeron del Líbano se establecieron en Nahariya con sus familias.

## Transporte

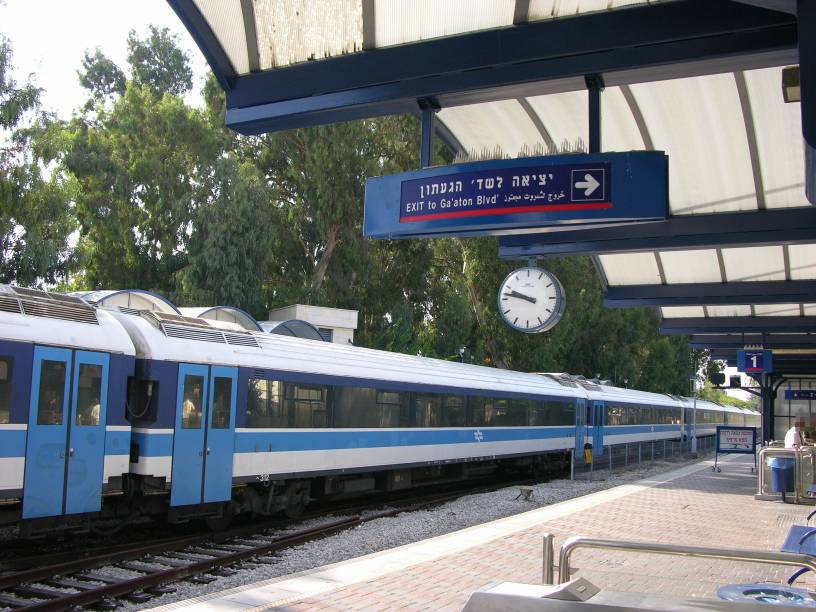
Estación de trenes de Nahariya.

La autopista 4, la carretera costera, es la principal carretera de norte a sur de la ciudad. La autopista 89 comienza en el cruce de Nahariya en la ciudad y la conecta con el resto de la Alta Galilea y Safed. El centro de transporte público de Nahariya está ubicado en el extremo este de Sderot Ga'aton, cerca de la intersección con la autopista 4, y contiene la estación de trenes y la estación central de autobuses de la ciudad. La estación de trenes de Nahariya es la estación más septentrional de la red de ferrocarriles de Israel. Sderot Ga'aton corre hacia el oeste, donde la desembocadura del río Ga'aton desemboca en el mar Mediterráneo.

## Atractivos turísticos
Las playas ofrecen un maravilloso paseo en el que se alinean restaurantes y cafeterías. En el extremo sur se ha construido un gran complejo deportivo. El paseo se extiende hacia el sur hasta la linde con San Juan de Acre y es ideal para recorrerlo a pie o en bicicleta.
Pueden visitarse los jardines botánico y zoológico de la calle Ben Ga’on.
Se ha construido un nuevo estadio olímpico donde se celebran acontecimientos deportivos y conferencias internacionales. 
El tren turístico circula en las noches de verano, es la réplica de una locomotora con dos vagones y puede transportar a unos cincuenta pasajeros. Sale de Sderot HaGa’aton y realiza recorridos circulares desde el centro de la ciudad hasta la playa.  
Existen hermosas reservas de la naturaleza de los alrededores, como Akhziv, los Jardines Bahai, la playa de Betset y Grutas de Rosh Hanikra.
En Nahariya se encuentra el Museo Casa de Liberman.